# 南涌河

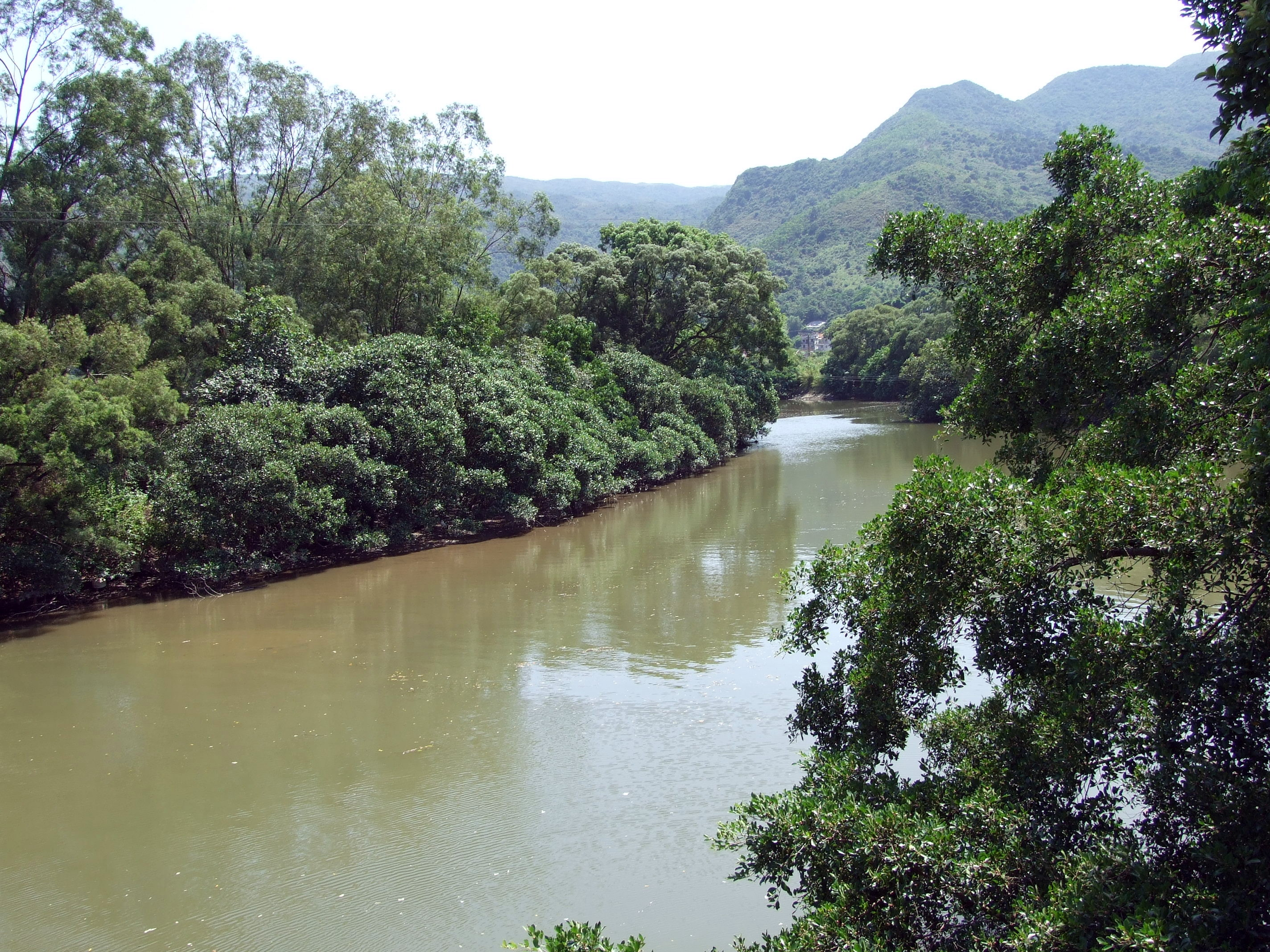
南涌河

南涌河（英文：Nam Chung River）是香港新界北區南涌的一條河涌。起源自龜頭嶺及八仙嶺一帶山頭，經南涌流進沙頭角海。上游為三條石澗，分別為屏嘉石澗、黃嘉石澗及屏南石澗。附近的農作物本來甚多，後來因建地下水道，把水源引至船灣淡水湖，導致水流不足以供灌溉耕作，農田因此漸被荒廢，現在農田已被闢作大大小小的魚塘。